# Матильда Австрійська
Матильда Австрійська (нім. Mathilde von Österreich, також Матильда Австро-Тешенська, нім. Mathilde von Österreich-Teschen та Матильда Габсбург-Лотаринзька, нім. Mathilde von Habsburg-Lothringen; 25 січня 1849 — 6 червня 1867) — ерцгерцогиня Австрійська з династії Габсбургів, донька герцога Тешенського Альбрехта Фрідріха та баварської принцеси Гільдегарди. Призначалася в наречені кронпринцу Італії Умберто.

## Біографія
Матильда народилася 25 січня 1849 року у Відні. Вона стала третьою дитиною та другою донькою в родині герцога Тешенського Альбрехта Фрідріха та його дружини Гільдегарди Баварської. Пологи пройшли важко, і матір більше не могла мати дітей.

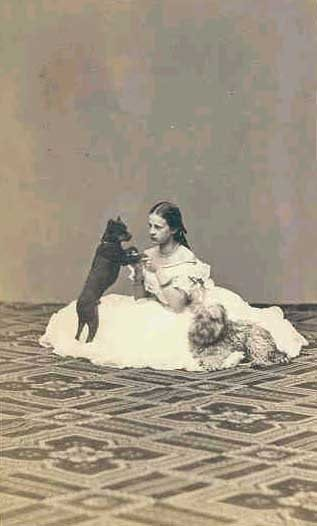
Матильда близько 1864 року

Своє ім'я новонароджена отримала на честь тіток, баварських принцес Матильди, Адельгунди та Александри. Дівчинка мала старшу сестру Марію Терезу. 
Резиденціями родини були Вайльбурзький замок поблизу Бадена влітку та палац ерцгерцога Альбрехта у Відні в зимові місяці. Сімейство також мало власні апартаменти в імперському палаці Гофбург.
Родина герцога Тешенського товаришувала із сім'єю імператора Франца Йосифа I.
Коли Матильді було 15, її матір застудилась та за кілька тижнів померла. Батько більше не одружувався. Старша сестра Марія Тереза у січні наступного року взяла шлюб із герцогом Філіпом Вюртемберзьким та переїхала до його палацу на Рінгштрассе. У грудні вона вже мала двох дітей-близнюків.
У Матильду був закоханим її дальній родич Людвіг Сальватор Австрійський із тосканської гілки династії Габсбургів, з яким вона вперше зустрілася влітку 1861 року. Тоді між підлітками виникла сильна симпатія. Людвіг Сальватор сподівався одружитися з Матильдою, однак пара ніколи не була заручена. Ерцгерцогиня призначалася в дружини кронпринцу Італії Умберто. Їхній союз мав сприяти покращенню напружених відносин між Австрією та Італією.

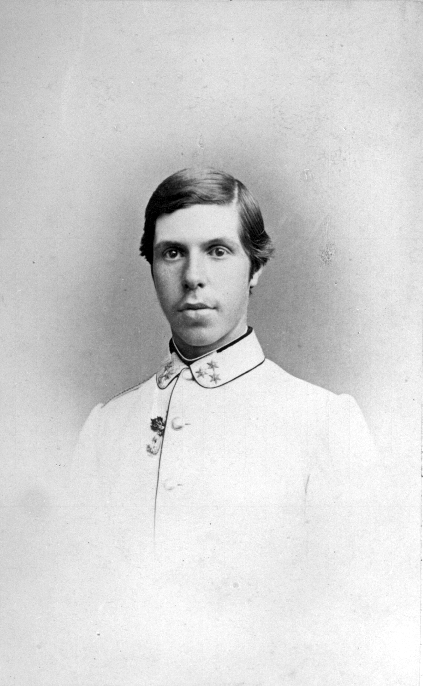
Людвіг Сальватор Австрійський

При дворі Матильда товаришувала із Марією Терезією Австрійською, яка також походила з тосканської лінії роду Габсбургів.
Ерцгерцогиня жваво цікавилася наукою та мистецтвом. Часто відвідувала галереї, художні виставки та театри Відню.
У віці 18 років вона трагічно загинула від нещасного випадку. 22 травня 1867 року, бажаючи викурити цигарку перед візитом до театру, Матильда заховала її за спину, коли до кімнати зайшов її батько, який забороняв їй палити. Легка муслінова сукня відразу спалахнула, оскільки цей тип тканини витримували з гліцерином для надання кращого вигляду. В паніці дівчина почала кидатися по кімнаті, роздмухуючи вогонь. Домочадцям вдалося збити полум'я, загорнувши її в ковдру. Матильда отримала численні опіки всього тіла. Не зважаючи на лікування, вона померла 6 червня 1867 у замку Хетцендорф. До її смерті Людвіг Сальватор щоденно справлявся про стан її здоров'я.
Поховали ерцгерцогиню 11 червня поруч із матір'ю та братом в імператорському склепі Капуцинеркірхе у Відні. Серце зберігається окремо в усипальниці сердець Габсбургів у каплиці церкви Святого Августина.
У зв'язку із трауром при віденському дворі були відмінені святкування та урочистості з приводу коронації Франца Йосифа та Єлизавети як короля та королеви Угорщини.
Людвіг Сальватор так і не взяв шлюбу, хоча протягом життя мав численні любовні зв'язки та позашлюбних дітей. Кронпринц Умберто у 1868 році побрався із Маргаритою Савойською.

## Цікаві факти
- Збереглися листи Адельгунди Моденської[6] та Александри Баварської до їхньої племінниці Матильди, яку вони кликали просто Тильда.[7]
- На похоронах Матильди Марія Терезія Габсбург-Есте познайомилася із принцом Людвігом Баварським. Менш ніж за рік вони взяли шлюб.[8]